# Епархия Уроми
Епархия Уроми (лат. Dioecesis Uromiensis) — епархия Римско-Католической церкви c центром в городе Уроми, Нигерия. Епархия Уроми входит в митрополию Бенин-Сити. Кафедральным собором епархии Уроми является церковь святого Антония Падуанского.

## История
14 декабря 2005 года Римский папа Бенедикт XVI издал буллу «Cunctae catholicae Ecclesiae», которой учредил епархию Уроми, выделив её из епархии Бенин-Сити.

## Ординарии епархии
- епископ Августин Обиора Акубезе (14.12.2005—18.03.2011), назначен архиепископом архиепископом Бенин-Сити;
  - вакансия (2011-2014);
- епископ Donatus Aihmiosion Ogun O.S.A. (с 6 ноября 2014 года).

## Источник
- Annuario Pontificio, Libreria Editrice Vaticana, Città del Vaticano, 2003, ISBN 88-209-7422-3
- Булла Cunctae catholicae Ecclesiae, AAS 98 (2006), стр. 7  (лат.)